# Receptor de histamina H2
Receptores H2 são receptores responsivos a histamina acoplados positivamente à adenilato ciclase via proteína Gs. Sua ativação estimula a produção de cAMP que leva à ativação da cascata de sinalização da proteína quinase A (PKA).  Além da própria histamina, a droga betazol é um exemplo de agonista do receptor H2.

## Função
A histamina é uma molécula de sinalização ubíqua e é liberada por mastócitos, células tipo-enterocromoafims e neurônios. Sua ação é determinada pelos receptores H1, H2, H3 e H4. O receptor H2  pertence à família de  receptores acoplados à proteína G semelhantes à rodopsina. Ele é uma proteína integral de membrana e, após ativação no trato gastro intestinal (TGI), é capaz de estimular a secreção de ácido clorídrico no estômago. Ele também participa no processo de motilidade do TGI e de secreção intestinal, sendo possivelmente envolvido na regulação de crescimento celular e diferenciação.

## Distribuição nos tecidos
Ele é encontrado em:
- Células da parede do estômago (células oxínticas)
- Músculo liso vascular
- Neutrófilos
- Sistema nervoso central
- Coração
- Útero

## Respostas fisiológicas
A ativação do receptor H2 resulta nas seguintes respostas fisiológicas:
- Estimulação da secreção de ácido gástrico (O receptor é alvo de anti-histamínicos para úlcera péptica e para a  doença do refluxo gastroesofágico(GERD))
- Relaxamento do músculo liso (experimentos em curso para uso de agonistas para tratar asma)
- Vasodilatação – A PKA ativada leva à fosforilação de MLCK, diminuindo sua atividade, e favorecendo a forma desfosforilada da cadeia leve da miosina (MLC), inibindo a contração muscular. O relaxamento do músculo liso nas artérias leva à vasodilatação.[3]